# Teatro Nazionale Slovacco

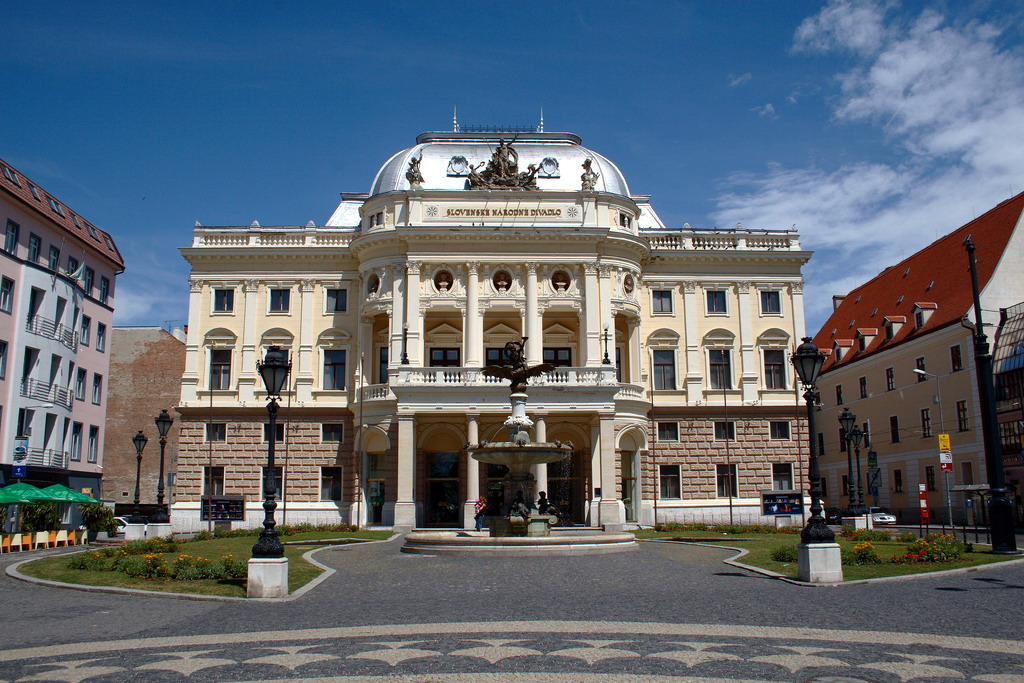
Il vecchio edificio del Teatro Nazionale Slovacco

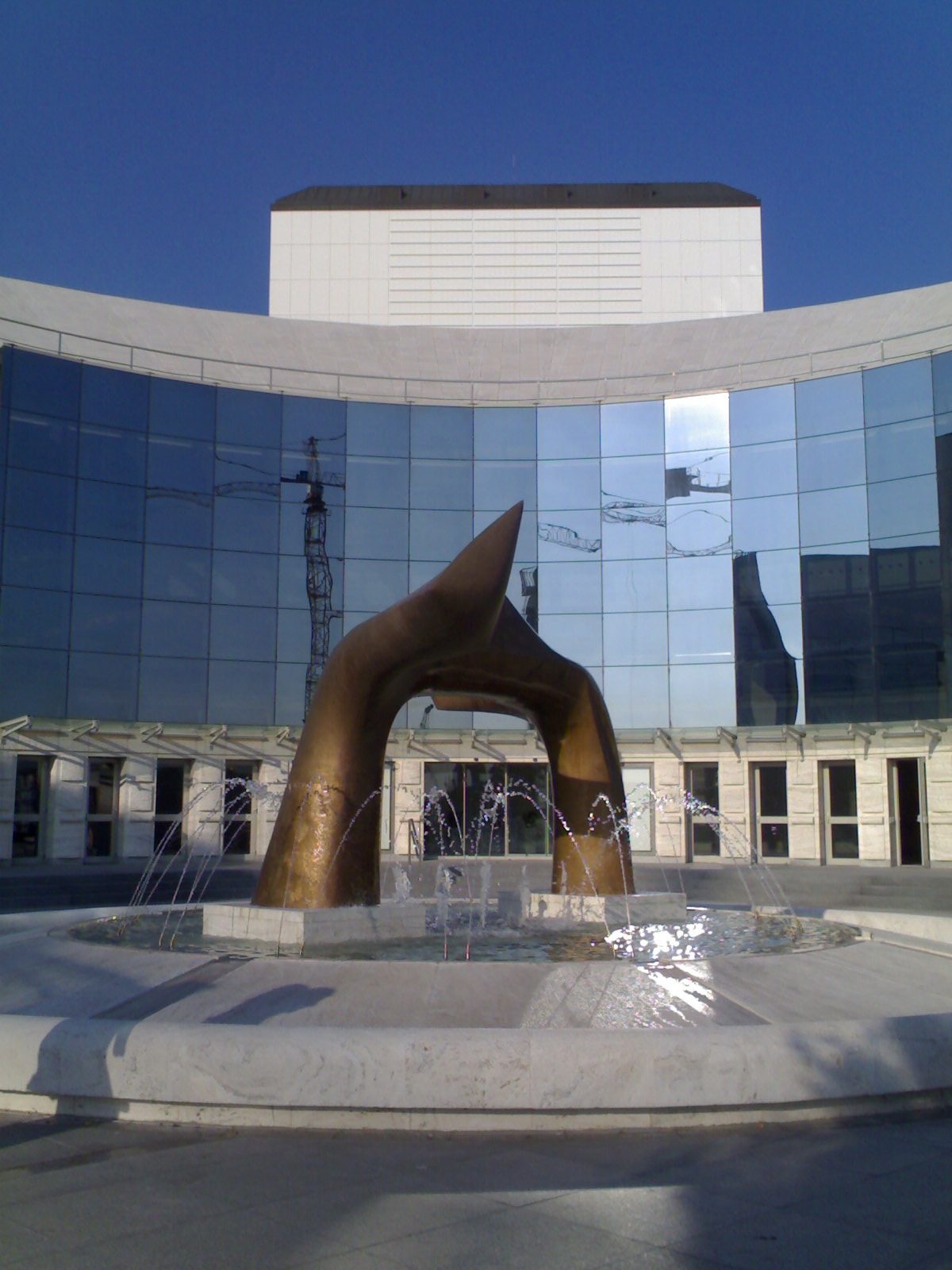
Facciata del nuovo Teatro Nazionale Slovacco

Il Teatro Nazionale Slovacco (in slovacco: Slovenské národné divadlo, abbr. SND) è costituito da:
- la più antica istituzione teatrale slovacca costituita da tre distinte compagnie (opera, balletto e teatro di prosa)
- il teatro neo rinascimentale della città Vecchia di Bratislava, che in precedenza ospitava due degli ensemble (opera e balletto, mentre la prosa era ospitata altrove), e
- il grande e moderno teatro di Bratislava, vicino al Danubio, inaugurato il 14 aprile 2007.

## Il teatro
Il Teatro Nazionale Slovacco è il secondo più antico teatro della Slovacchia ed è costituito da tre diverse compagnie, teatro di prosa, teatro lirico e balletto. Venne fondato nel 1920, dopo la fondazione della Cecoslovacchia, sotto forma di cooperativa, e divenne una compagnia di Stato nel 1945. Tra il 1920 ed il 1945, c'era solo l'orchestra. Il Teatro Nazionale Slovacco ha rappresentato la cultura slovacca nelle sue numerose tournée all'estero.
Negli anni 1920 era costituito da solo artisti cechi (ad esempio Oskar Nedbal, come direttore d'orchestra nel periodo 1923-1930). La prima esecuzione fu l'opera ceca Hubička di Bedřich Smetana il 1º marzo 1920. L'orchestra si andò 'slovacchizzando' gradualmente. Nel 1932, la compagnia del teatro di prosa si sdoppiò in Compagnia d'arte drammatica slovacca del Teatro Nazionale Slovacco diretta da Janko Borodáč, e in Compagnia d'arte drammatica ceca del Teatro Nazionale Slovacco, diretta da Viktor Šulc. La Compagnia d'arte drammatica ceca cessò l'attività quando fu costretta a lasciare la Slovacchia nel 1938. Da allora, la compagnia si esibì solo in slovacco, ma nel complesso operavano artisti cechi fin dopo il 1945. In tempi recenti, le opere sono state eseguite in lingua originale.
Inizialmente, tutti e tre i gruppi erano attivi presso il vecchio edificio del Teatro Nazionale Slovacco. Dal 1955 al primi mesi del 2007, la compagnia di prosa si esibì al Teatro P. O. Hviezdoslav e dal 1962 al 2006 anche in un teatro da camera chiamato Malá scéna SND. Dal 2007, l'ensemble si esibisce soltanto nel vecchio edificio del Teatro Nazionale Slovacco e il nuovo edificio è stato inaugurato nel mese di aprile 2007.
La compagnia di prosa è stata plasmata da registi come Janko Borodáč, Ferdinand Hoffman, Ján Jamnický, Jozef Budský, T. Rakovsky, K. I. Zachary, P. Haspra, M. Pietor e dall'attuale Dušan Jamrich.
La compagnia d'opera si è avvalsa di direttori come Oskar Nedbal, Karel Nedbal, J. Vincourek e Tibor Frešo, oltre che Viktor Šulc e M. Wasserbauer. Essa divenne nota all'estero sotto la direzione di Oskar Nedbal, che propose la prima opera slovacca di Ján Levoslav Bella e Viliam Figuš-Bystrý, e di Karel Nedbal, che migliorò la programmazione. Un grande miglioramento avvenne dopo la seconda guerra mondiale. Il Teatro Nazionale vide l'ascesa della moderna opera slovacca con Eugen Suchoň, Ján Cikker, Alexander Moyzes, Tibor Andrašovan, Tibor Frešo, e molti altri. Molti cantanti del Teatro Nazionale Slovacco divennero famosi all'estero, ad esempio Edita Gruberová, Lucia Poppová, Peter Dvorský, R. Petrák, S. Kopčák, M. Hajóssyová, E. Jenisová, J. Galla, Jozef Kundlák e molti altri.
L'ensemble di balletto si è sviluppato da un piccolo gruppo nel 1920 al grande ensemble di oggi.

## Vecchio edificio
Il nome di questo teatro era in passato Teatro di città (in ungherese Városi Színház, e in slovacco Stadt-Theater).

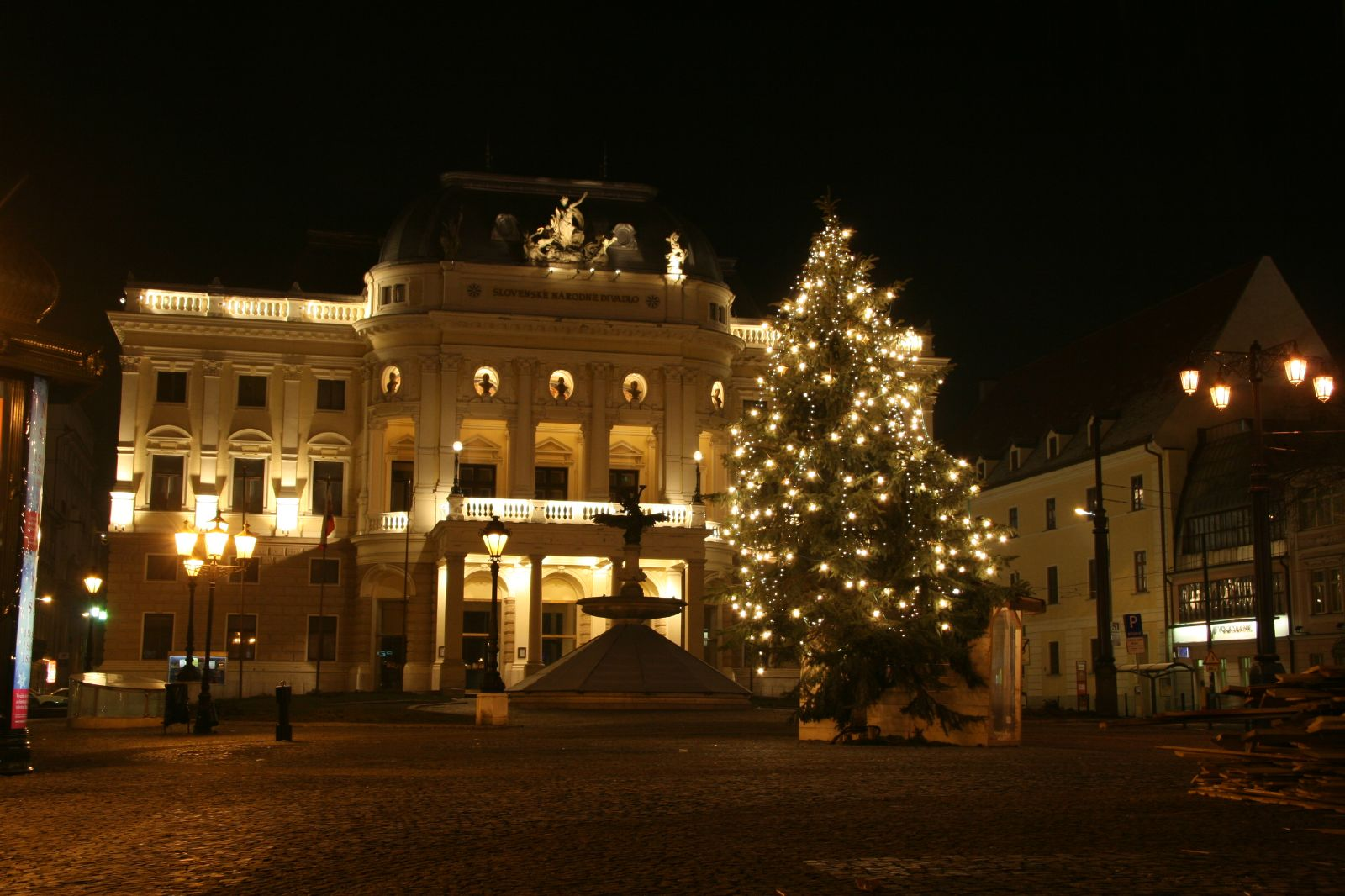
Il vecchio Teatro Nazionale Slovacco nel periodo natalizio.

L'edificio neo-rinascimentale venne costruito nel 1885-1886 durante il periodo dell'Impero austro-ungarico, sulla base di un progetto degli architetti viennesi, Fellner e Helmer, che progettarono edifici teatrali in 10 paesi europei. Venne aperto con il nome di Teatro di città il 22 settembre 1886 con l'opera Bánk bán di Ferenc Erkel, che è una delle opere ungheresi più importanti. Come segno di importanza dell'evento, alla prima dell'opera presenziò il primo ministro ungherese Kálmán Tisza e il suo governo al completo. La serata di gala venne diretta dallo stesso Ferenc Erkel. L'edificio originario era stato progettato per 1.000 spettatori ed era illuminato con 800 lampade a gas, mentre l'auditorium era illuminato da 64 luci. L'interno era decorato, con affreschi del pittore locale Kornél Spányik e dipinti dell'artista bavarese Leo Lüttgendorf-Leinburg, tra gli altri. Il teatro della città venne preso in gestione da compagnie teatrali tedesche e ungheresi, ma a partire dal 1919 (alla creazione della Cecoslovacchia), venne poi utilizzato da complessi cechi e slovacchi. Nel 1920 divenne Teatro Nazionale Slovacco.
L'edificio venne costruito sul sito di un teatro classico costruito nel 1776, il primo teatro permanente della Slovacchia odierna, che venne poi demolito nel 1884.
Lo scultore nativo di Bratislava, Viktor Oskar Tilgner, realizzò la famosa fontana di Ganimede nel 1888, ora situata immediatamente di fronte al teatro. 
L'edificio ospitò il Teatro Nazionale Slovacco fino al 1920, ma oggi solo opera e balletto vi sono residenti. Venne restaurato tra il 1969 e il 1972, quando un nuovo edificio tecnico e moderno venne aggiunto dietro al vecchio edificio. È dotato di una illuminazione unica (un globo speciale) con 2532 bulbi che consentono la creazione di milioni di combinazioni di immagini di luce sulla base di un programma selezionato.

## Nuovo edificio

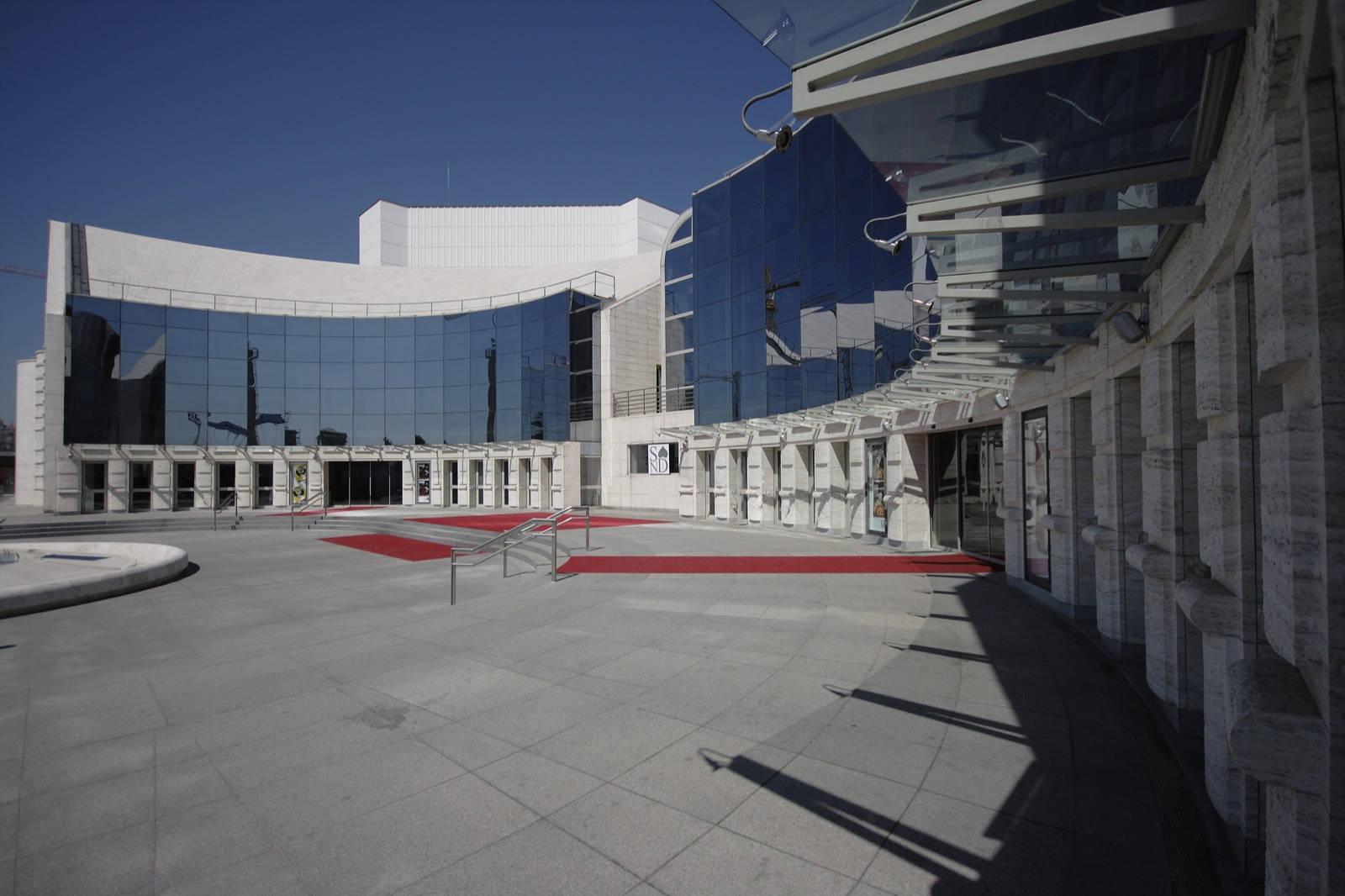
Facciata del nuovo Teatro Nazionale Slovacco

La progettazione del nuovo edificio iniziò nei primi anni 1980, e la costruzione nel 1986. A causa di mancanza di finanziamenti, l'edificio rimase in costruzione per 21 anni (con lunghe interruzioni, con l'aumento dei costi da 874 milioni a circa 5 miliardi di corone slovacche (anche se l'incremento fu esagerato dalla relativamente alta inflazione degli anni 1990). 
L'edificio venne finalmente inaugurato il 14 aprile del 2007 ed ospita le tre compagnie del Teatro Nazionale, anche se le formazioni continuano ad utilizzare, in parallelo, il vecchio edificio nel centro storico. L'edificio è stato progettato per contenere 1700 spettatori nelle sue tre sezioni.